# Iguaí
Iguaí este un oraș în statul Bahia (BA) din Brazilia.